# Virginia Fraser
Virginia Fraser (28 de dezembro de 1947 - 26 de janeiro de 2021) foi uma artista, escritora, curadora e defensora australiana das mulheres artistas.

## Carreira
Fraser nasceu em 1947. Ela completou um Bacharelado em Artes (Media Arts) no Phillip Institute of Technology e um mestrado em Belas Artes no Victorian College of the Arts.
Jornalista e escritora, nos anos 1980 começou a fazer filmes em Super 8. Ela trabalhou com fotografia, vídeo e arte de instalação desde os anos 1990 em colaboração com seu companheiro criativo e pessoal, Destiny Deacon. Ela foi membro do Painel de Aquisições da Cidade de Melbourne por muitos anos e incentivou a compra de obras de artistas indígenas, bem como auxiliou em seus programas de artes visuais.
A curadora Natalie King trabalhou com Fraser ao compilar o arquivo de Deacon para Walk & don't look blak, uma exposição realizada no Museu de Arte Contemporânea de Sydney em 2004.  Mais recentemente, Fraser trabalhou com a Galeria Nacional de Victoria, preparando-se para a retrospectiva DESTINY de Deacon.
Em setembro de 2020, ela e Deacon foram convidados pela Escola de Arte e Design da Universidade Nacional da Austrália como artistas / acadêmicos visitantes inaugurais no workshop e programa de palestras da Primeira Pessoa das Primeiras Nações da ANU.
Fraser morreu em Melbourne em 26 de janeiro de 2021. Anunciando a notícia de sua morte, a Galeria Nacional da Austrália escreveu: "nos lembramos da Virgínia como uma das defensoras mais rigorosas e sustentadas das contribuições das mulheres para a vida cultural deste país". 

## Coleções
Exemplos de trabalhos de fotografia, filmes Super 8 remasterizados digitalmente e vídeos criados em conjunto com Destiny Deacon são mantidos na Galeria Nacional da Austrália, Galeria Nacional de Vitória, Museu de Arte Contemporânea da Austrália e a Galeria de Arte Moderna de Queensland.

## Publicações selecionadas
- Fraser, ed. (1974). A Book about Australian women. North Fitzroy, Vic.: Outback Press. ISBN 978-0-86888-007-5. OCLC 1365981
- Bellear, Lisa; Fraser, Virginia; Hall, Barbara (2008), The central business dreaming: Melbourne's indigenous arts and culture, ISBN 978-0-9775563-3-5 1st ed. , City Of Melbourne, Arts And Culture Branch, Indigenous Arts Program
- Ford, Sue; Finch, Maggie, (curator,); Fraser, Virginia, 1947-, (writer of added commentary.); Lakin, Shaune A., (writer of added commentary.); Langton, Marcia, 1951-, (writer of added commentary.); Ennis, Helen, (writer of added commentary.); National Gallery of Victoria. Ian Potter Centre (host institution.) (2014), Sue Ford, ISBN 978-0-7241-0382-9, Melbourne, Vic. National Gallery of Victoria